# Dikén-dioxid
A dikén-dioxid, dimer kén-monoxid vagy SO dimer a kén egyik oxidja. Szilárd, instabil anyag, élettartama szobahőmérsékleten néhány másodperc.

## Szerkezete
Cisz-planáris szerkezete C2v szimmetriát mutat. A S−O kötéshossz 145,8 pm, ez rövidebb, mint a kén-monoxidban található kötés. A S−S kötés hossza 202,45 pm, az OSS szög 112,7°. Dipólusmomentuma 3,17 D. Molekulája aszimmetrikus pörgettyű.

## Keletkezése
A kén-monoxid (SO) spontán, reverzibilisen dikén-dioxiddá (S2O2) alakul, így előállítható a kén-monoxidot eredményező eljárásokkal. Kén-dioxidban létrehozott elektromos kisülés hatására is keletkezik. Egy másik laboratóriumi eljárás oxigénatomok karbonil-szulfiddal vagy szén-diszulfid gőzzel történő reakciója.
Bár az elemi kén legtöbb formája (S8 és más gyűrűk, láncok) nem reagál a SO2-dal, az atomos kén igen, kén-monoxid keletkezik, amely dimerizálódik:
S + SO2 → S2O2
S2O2 ⇌   2SO
Dikén-dioxid keletkezik akkor is, ha héliummal hígított kén-dioxidban mikrohullámú kisülést hozunk létre. 0,1 Hgmm nyomáson a termék öt százaléka S2O2.
Átmenetileg dikén-dioxid képződik kén-hidrogén és oxigén villanófény fotolitikus reakciója során is.

## Tulajdonságai
A dikén-dioxid ionizációs energia 9,93±0,02 eV.
A dikén-dioxid elnyeli a 320-400 nm-es sugárzást, amint az a Vénusz légkörében megfigyelhető, és úgy vélik, hogy ez hozzájárult a bolygón tapasztalt üvegházhatáshoz.

## Reakciói
Bár a dikén-dioxid egyensúlyban van a kén-monoxiddal, azonban reakcióba is lép vele, melynek során kén-dioxid és dikén-monoxid keletkezik.

## Komplexek
Az S2O2 átmenetifémek liganduma is lehet. Mind a két kénatommal η2-S,S' pozícióban kapcsolódik a fématomhoz. Ezen tulajdonságát először 2003-ban írták le. A platina bisz-(trimetilfoszfin) tiirán S-oxid komplexe toluolban 110 °C-ra melegítve etilént ad le, és S2O2 komplex keletkezik: (Ph3P)2Pt2O2. Irídiumatomok is alkothatnak komplexet: cisz-[(dppe)2IrS2]Cl-ból nátrium-perjodáttal oxidálva [(dppe)2IrS2O], majd [(dppe)2IrS2O2] keletkezik, ahol a dppe 1,2-bisz(difenilfoszfino)etánt jelöl. Ebben az anyagban a S2O2 cisz helyzetben található. Azonos feltételek mellett transz konfigurációjú komplex is keletkezhet, de abban két külön SO gyök van. Az irídiumkomplex elbontható trifenilfoszfinnal, ekkor trifenilfoszfin-oxid és trifenilfoszfin-szulfid keletkezik.

## Anion
A S2O2− anion létezését megfigyelték gázfázisban, a SO3-hoz hasonló trigonális formát vehet fel.

## Spektrum

### Mikrohullámú
| Átmenet   | Frekvencia MHz |
| --------- | -------------- |
| 21,1−20,2 | 11013,840      |
| 41,3−40,4 | 14081,640      |
| 11,1−00,0 | 15717,946      |
| 40,4−31,3 | 16714,167      |
| 31,3−20,2 | 26342,817      |
| 42,2−41,3 | 26553,915      |
| 22,0−21,1 | 28493,046      |
| 60,6−51,5 | 30629,283      |
| 52,4−51,5 | 35295,199      |
| 51,5−40,4 | 35794,527      |

## Előfordulása a Naprendszerben
Vannak arra utaló bizonyítékok, hogy a dikén-dioxid a Vénusz légkörének kis mennyiségű alkotója lehet, és hogy jelenléte jelentősen hozzájárul a bolygón tapasztalható erős üvegházhatáshoz. A Föld légkörben nem mutatható ki érdemi mennyiségben.

## Fordítás
Ez a szócikk részben vagy egészben  a   Disulfur dioxide című angol Wikipédia-szócikk ezen változatának fordításán alapul.  Az eredeti cikk szerkesztőit annak laptörténete sorolja fel. Ez a jelzés csupán a megfogalmazás eredetét és a szerzői jogokat jelzi, nem szolgál a cikkben szereplő információk forrásmegjelöléseként.